# ミラン・ファン・エヴァイク
ミラン・ファン・エヴァイク（Milan van Ewijk、2000年9月8日）は、オランダ・アムステルダム出身のサッカー選手。コヴェントリー・シティFC所属。ポジションはディフェンダー。

## クラブ経歴
2019年6月24日、エクセルシオール・マースルイスでの活躍が認められ、エールディヴィジのADOデン・ハーグに移籍した。同年8月4日のFCユトレヒト戦でプロデビューを果たした。
2021年5月18日、SCヘーレンフェーンに移籍し、4年契約を結んだ。
2023年7月27日、コヴェントリー・シティFCに移籍した。